# アボカドケーキ
アボカドケーキ(Avocado cake)は、通常のケーキの材料に加え、アボカドを主材料としたケーキである。アボカドは、バターに混ぜたり、トッピングとして用いたりする。

## 概要

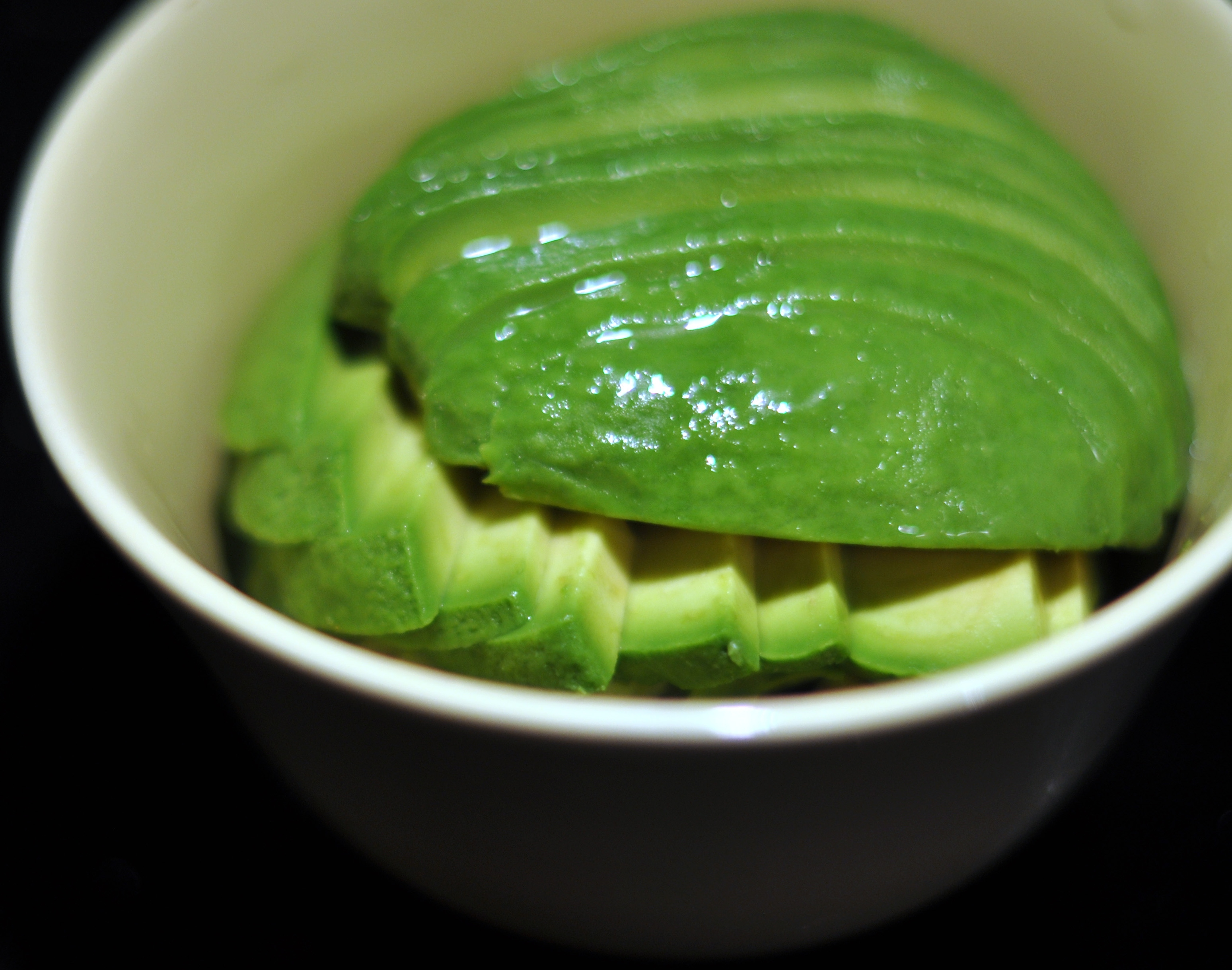
アボカドは、アボカドケーキの主要な材料の一つである。

アボカドは通常のケーキの材料とともにアボカドケーキの主材料になる。多くの品種のアボカドを用いることができる。繊細なアボカドの風味を持つ。潰したアボカドをバターと混ぜ、フロスティングやトッピングに用いる。また、スライスしたアボカドを、ゼスト等と同様に上に乗せたり飾りに用いる。
他の材料には、ヨーグルト、バターミルク、レーズン、ナツメヤシ、クルミ、ヘーゼルナッツ、オールスパイス、シナモン、ナツメグ等がある。レモン果汁は、アボカドの褐色化を防ぐために用いる。ベジタリアン用やヴィーガン用に作ることもできる。バターに混ぜたアボカドを使って、チョコレートケーキやパンケーキを作ることもできる。

## 種類

### 生アボカドケーキ
生のアボカドとその他の生の材料を均一に混ぜて冷やし、非加熱のケーキを作ることができる。材料を混ぜるのにフードプロセッサーを使うことができる。大量のアボカドを用いた生アボカドケーキは、アボカド由来のかなりの量のビタミンEと必須脂肪酸を含む。

### アボカドブラウニー
アボカドブラウニーは、アボカドを主材料として用いたブラウニーである。熟し過ぎたアボカドにより、ねばねばしたファッジのような食感となる。小麦粉の代わりにブラックビーンズを用いることができる。

### アボカドチーズケーキ
アボカドチーズケーキは、アボカドを主料として用いたチーズケーキである。生のアボカドを用い、クリーミーな食感となる。アボカドチーズケーキは、2015年3月の『マスターシェフ 天才料理人バトル!』のエピソードで取り上げられた。

## ケーキのトッピング
アボカドケーキにアボカドのフールをトッピングすることもできる。フールは、果物のピュレとクリームまたはカスタードクリームを混ぜたものである。
スリランカ料理であるアボカドクレイジーにスポンジケーキをトッピングすることもある。アボカドクレイジーは、アボカド、クリーム、砂糖、レモン果汁で作る。ラム酒を加えることもある。アボカドクレイジーは、クリーミーな食感と風味である。

## 関連文献
- Offaim, Hedai (2015年1月24日). “The treat of the season: Go wild with avocados”. Haaretz. 2015年12月12日閲覧。 “In cakes and salads, combined with a variety of ingredients, or just spread on fresh bread: Recipes for avocado lovers.”